# Les Revenants (film)
Pour les articles homonymes, voir Les Revenants.
Pour plus de détails, voir Fiche technique et Distribution.
Les Revenants est un film fantastique français écrit et réalisé par Robin Campillo, sorti en 2004.
Le film a été sélectionné pour la 61e Mostra de Venise. Il est à l'origine d'une adaptation en série télévisée, dont la première saison a été diffusée en 2012 sur Canal+ ; ainsi que d'une seconde adaptation (série télévisée aux États-Unis en 2015).

## Synopsis
Un jour, les morts sortent des cimetières. Ils reviennent, intacts, par millions, parmi les vivants, partout dans le monde. Dans la ville française où se déroule le film, ils sont plusieurs milliers : enfant, époux, femme du maire…
Logistique de l'accueil de ces nouveaux venus, difficultés de leur réinsertion professionnelle et familiale, troubles devant l'étrangeté de ces « personnes revenues », selon le vocable officiel : le film joue sur un climat d'inquiétude diffuse, aux antipodes d'un film de zombies ou de morts-vivants classique.
A priori semblables aux vivants « ordinaires », les revenants s'en distinguent par des différences qui apparaissent graduellement : leur température corporelle est plus basse de quatre à cinq degrés, permettant aux pouvoirs publics de les surveiller par des caméras thermiques aériennes, et ils sont plus lents.

## Fiche technique
Sauf indication contraire, les informations mentionnées dans cette section peuvent être confirmées par la base de données cinématographiques IMDb,  présente dans la section « Liens externes ».
- Titre original : Les Revenants
- Réalisation : Robin Campillo
- Scénario : Robin Campillo et Brigitte Tijou
- Musique : Jocelyn Pook et Martin Wheeler
- Décors : Laurent Baude et Mathieu Menut
- Costumes : Agnès Falque
- Photographie : Jeanne Lapoirie
- Son : Olivier Mauvezin, Paulin Sagna, Joffrey Vanzwaelmen, Fabrice Conesa
- Montage : Robin Campillo et Stephanie Leger
- Production : Caroline Benjo et Carole Scotta
  - Production associée : Simon Arnal
- Sociétés de production[1] : France 3 Cinéma, en coproduction avec Haut et Court et Gimages Développement, avec la participation de Canal+, le CNC, Gimages 6, la Région Île-de-France et la Région Centre
- Sociétés de distribution[2] : Haut et Court (France)
- Budget : n/a
- Pays de production :  France
- Langue originale : français
- Format[3] : couleur - 35 mm - 2,35:1 (CinemaScope) - son Dolby
- Genre : fantastique, drame
- Durée : 105 minutes
- Dates de sortie[4] :
  - France : 8 octobre 2004 (Festival international du film d'Aubagne) ; 13 octobre 2004 (Festival international du film de Saint-Jean-de-Luz) ; 27 octobre 2004 (sortie nationale)
  - Belgique : 16 mars 2005 (Festival international du film fantastique de Bruxelles)
- Classification[5] :
  - France : interdit aux moins de 12 ans[6],[Note 1].

## Distribution
- Géraldine Pailhas : Rachel
- Jonathan Zaccaï : Mathieu
- Frédéric Pierrot : Gardet
- Victor Garrivier : le maire
- Catherine Samie : Martha
- Djemel Barek : Isham
- Marie Matheron : Véronique
- Saady Delas : Sylvain

## Production
Lors de l'interview sur ce film, son premier comme réalisateur, Robin Campillo indique que ses références « vont des classiques de Romero à L'Invasion des profanateurs de sépultures de Don Siegel, ou bien encore, pour le léger décalage du film d'anticipation, Fahrenheit 451 de Truffaut, et aussi Muriel de Resnais pour son ambiance inquiète de ville de province française pendant la guerre d’Algérie ».
Le film a été tourné en août 2003 à Tours et en région parisienne.

## Distinctions
Entre 2004 et 2005, Les Revenants a été sélectionné 7 fois dans diverses catégories et a remporté 2 récompenses.

### Récompenses
- Fantasporto 2005 : 
  - Grand prix d'argent du Film Fantastique Européen du meilleur réalisateur pour Robin Campillo.
  - Prix international du film fantastique du meilleur réalisateur pour Robin Campillo.

### Nominations
- Festival international du film de Catalogne 2004 : Meilleur film pour Robin Campillo.
- Festival international du film de Thessalonique 2004 : Alexandre d'or pour Robin Campillo.
- Mostra de Venise 2004 : Meilleur film pour Robin Campillo.
- Fantasporto 2005 : Meilleur film pour Robin Campillo.
- Festival international du film de Mar del Plata 2005 : Meilleur film pour Robin Campillo.